# Giovanni d'Alemagna
Giovanni d'Alemagna (* 1399. - † Padova, svibanj 1450.), je venecijanski slikar njemačkog podrijetla bliski suradnik Antonija Vivarinija.

## Životopis
I danas se ne zna gdje je rođen Johannes, koji je postao poznat u talijanskoj povijesti umjetnosti kao Giovanni d'Alemagna, niti puno toga o njegovoj mladosti. Najnovija istraživanja povjesničara E. Merkel (Venezia, 1430-1450) i M. Lucco (Padova) iz 1989. otkrila su da se rodio 1399., kao i to da se oženio 1423. za Maddalenu i da je postao građanin Padove 1431.
Između 1430. i 1435. naslikao je ciklus Priče o Kristu, koji se danas nalazi u Galeriji Franchetti - Ca 'd'Oro.
Giovanni d'Alemagna oženio je sestru Antonija Vivarinija i postao njegov najbliži suradnik u njegovoj muranskoj slikarskoj bottegi, koja je izvela puno poliptiha i fresaka po Veneciji i Venetu. Tako da je vrlo je teško odrediti što je tko naslikao. 
Prvi njihov zajednički rad bio je Triptih sv. Jeronim iz 1441., za venecijansku crkvu Santo Stefano, na kojem se potpisao kao Johannes (danas u Kunsthistorisches Museum Beč). 
Kod tog rada vidi se da je Giovanni slikao puno plošnije likove, i imao puno dekorativniji stil od svog partnera Antonija.
Giovanni i Antonio su zajedno oslikali poliptih za crkvu San Zaccaria (sv. Sabina) i oslikali freskama Žalosnu kapelu 1443. – 1444. Zajedno su radili na poliptihu za crkvu San Pantalon Krunidba svete Marije) 1444. i na poliptihu Madona na prijestolju među svecima (1446.), koji se danas čuva u Galeriji venecijanske Akademije. Njihov zajednički rad je su i poliptih za benediktinski samostan Praglia 1448. (okolica Padove), danas u Pinacoteca di Brera u Milanu.

### Rad u Kapeli Ovetari
Između 1448. – 1450. Giovanni i Antonio rade u Padovi, gdje su zajedno s Mantegnom i Pizzolom, oslikavali freskama Kapelu Ovetari u Eremitanskoj crkvi (Chiesa degli Eremitani) koja je potpuno uništena za Drugog svjetskog rata.
U Padovi je Giovanni d'Alemagna nenadano umro u svibnju 1450., nakon tog je Antonio prekinuo rad na freskama i vratio se u Veneciju.

## Vanjske poveznice
- Giovanni d'Alemagna, na portalu answers.com (engl.)
- Giovanni d'Alemagna, na portalu Treccani.it (tal.)